# Садовне (гмина)
Садовне (пол. Sadowne), иногда Садовно (пол. Sadowno) — сельская гмина (волость) в Польше, входит как административная единица в Венгрувский повет Мазовецкого воеводства. В 2024 году население гмины, занимавшей площадь в 144,7 км², составляло 5479 человек.

## Состав гмины
В 1889 году в состав гмины Садовне, помимо одноимённого села, являвшегося её административным центром, также входили 10 населённых пунктов. После ряда административно-территориальных изменений, в 2024 году гмина насчитывала в своём составе уже 29 населённых пунктов.

## Демография
| Перепись                       | Всего   | Всего | Женщины | Женщины | Мужчины | Мужчины |
| ------------------------------ | ------- | ----- | ------- | ------- | ------- | ------- |
| Единицы                        | человек | %     | человек | %       | человек | %       |
| Население                      | 6318    | 100   | 3215    | 50,9    | 3103    | 49,1    |
| Плотность населения (чел./км²) | 43,7    | 43,7  | 22,2    | 22,2    | 21,4    | 21,4    |

## Соседние гмины
1. Гмина Корытница
2. Гмина Косув-Ляцки